# Tapinoma troche
Tapinoma troche é uma espécie de formiga do gênero Tapinoma.